# Río Birs

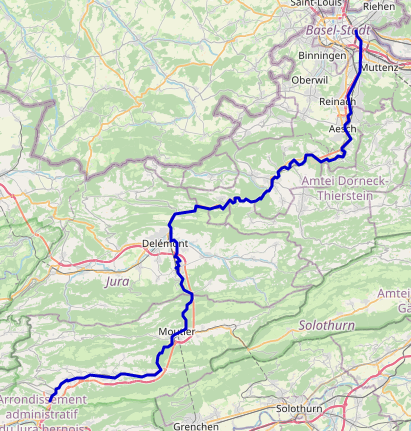
Cauce del Birs

## Introducción
El río Birs (en francés Birse) es un río suizo afluente del río Rin con una longitud de 75 kilómetros.

## Geografía
Nace en el Macizo del Jura, en la localidad de Tavannes en el cantón de Berna (BE), al pie del puerto de montaña de Pierre Pertuis a 765 m s. n. m. y fluye por el valle de Tavannes. Tras 75 km de recorrido, desemboca en el río Rin entre la comuna de Birsfelden y la ciudad de Basilea; cantón Basilea Campiña (BL) y cantón Basilea Ciudad (BS), respectivamente. 
El Birs es el río más importante del Jura suizo y baña cuatro cantones: Berna, Jura, Basilea-Campiña, Soleura y Basilea-Ciudad. El Birs también atraviesa las ciudades de Moutier, Delémont, Laufen y Basilea.

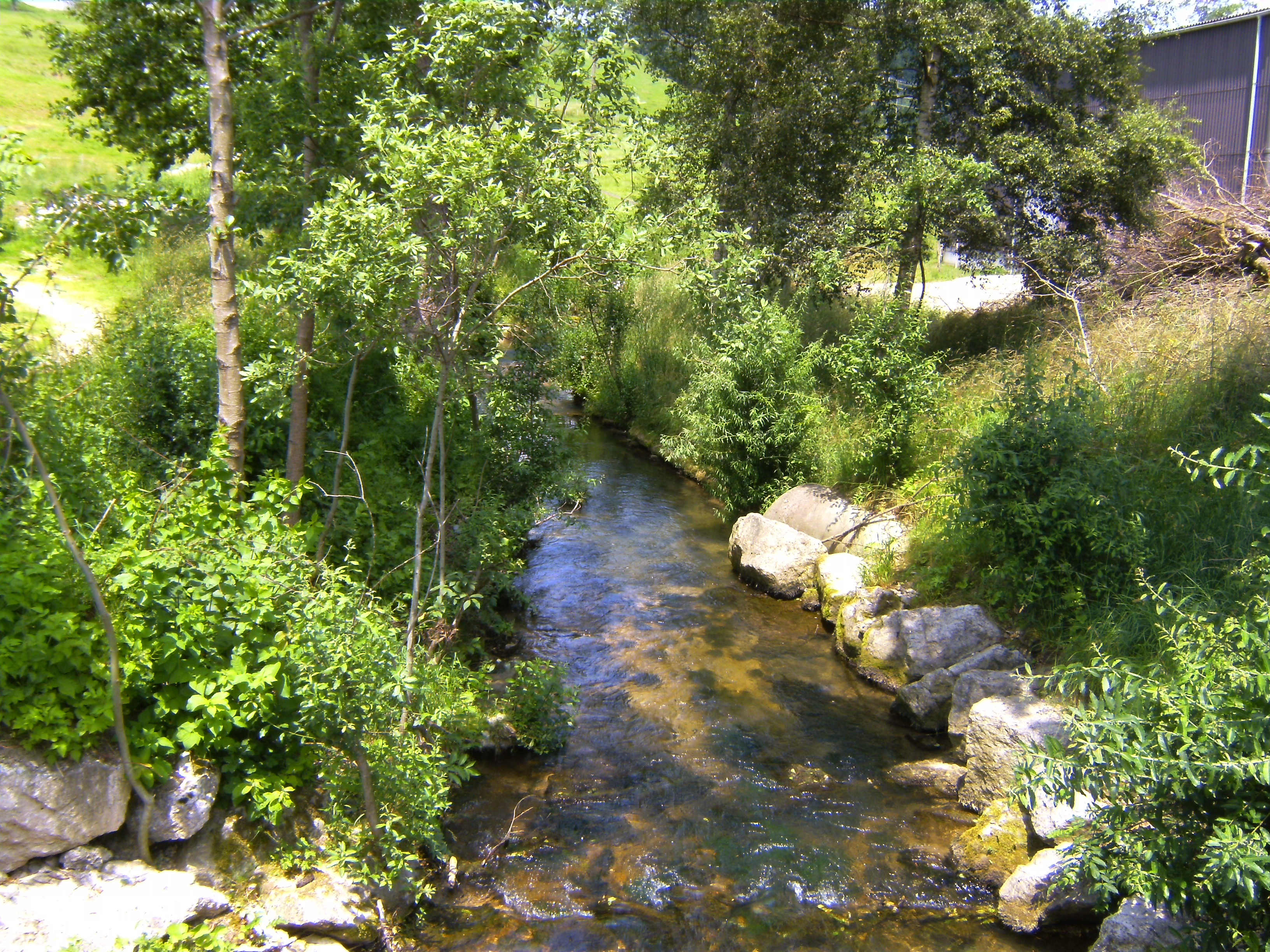
El Birs cerca de su manantial en el valle de Tavannes

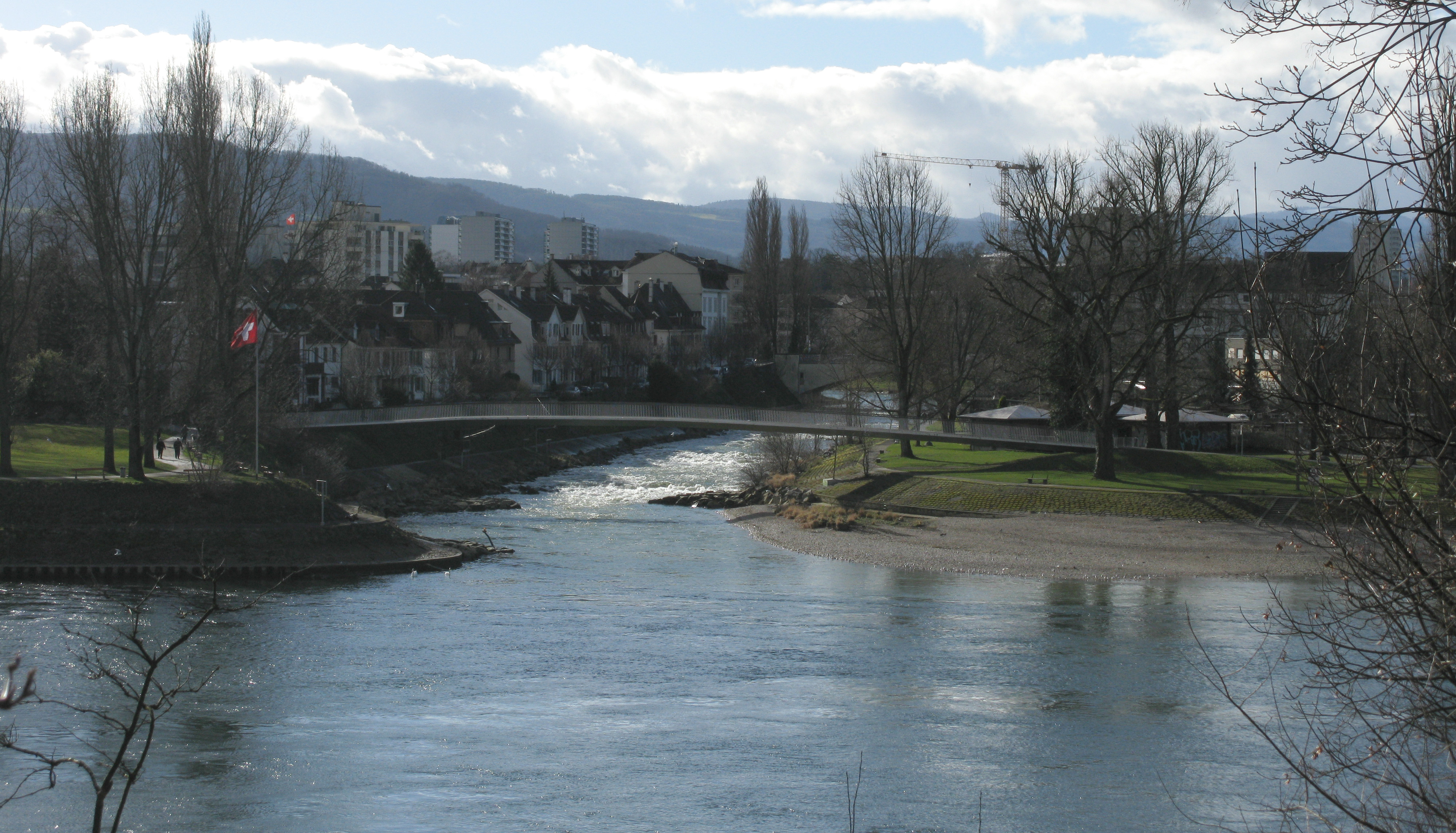
Desembocadura del Birs en el río Rin en Basilea

## Puentes
Sobre el Birs existen 216 puentes: 116 puentes de carreteras y caminos de tierra, 54 puentes peatonales, 24 puentes ferroviarios, 14 puentes de presa, 4 puentes de vigas tubulares y otros 4 cruces de otra categoría.
El listado de los 216 puentes sobre el Birs se desglosa en 5 grandes áreas (*):
1. Valle de Tavannes (67 puentes)
2. Valle de Moutier (39 puentes)
3. Distrito de Delémont (30 puentes)
4. Distrito de Laufen (44 puentes)
5. Área de Birseck (36 puentes)

(*) La fuente técnica de este listado puede ser consultada en su versión original en wikipedia en alemán.

## En la historia
En la zona comprendida entre Muttenz (BL) y Gundeldingen (BS), el 26 de agosto de 1444 se libró la Batalla del Birs, acontecimiento histórico clave para definir la paz entre la Casa de Habsburgo y la Confederación suiza.
A fines de los siglos XI y XII, ubicado al oeste del río Birs y siendo la frontera de la antigua ciudad de Basilea, se encontraba un histórico asentamiento de cuarentena para los enfermos de lepra: el sanatorio St. Jakob an der Birs.
Actualmente se encuentra allí el Parque St. Jakob, el complejo deportivo más importante de Basilea.

## Literatura
- René Salathé: Die Birs. Bilder einer Flusslandschaft, Verlag des Kantons Basel-Landschaft, 2000, ISBN 3-85673-260-8
- François Kohler: "Birs", in: Historisches Lexikon der Schweiz (HLS), Version del 05.10.2004, übersetzt aus dem Französischen. Online: https://hls-dhs-dss.ch/de/articles/008765/2004-10-05/, Consultado el  01.04.2022.
- Werner Meyer: "St. Jakob an der Birs, Schlacht bei", in: Historisches Lexikon der Schweiz (HLS), Version del 06.01.2012. Online: https://hls-dhs-dss.ch/de/articles/008879/2012-01-06/, Consultado el 01.04.2022.

## Enlaces de interés
- Información hidrográfica del Birs (EN, DE, FR, IT)[1]
- El Birs en la enciclopedia del léxico histórico de Suiza (DE, FR, IT)[2]
- La batalla de St. Jakob en el Birs (DE, FR, IT)[3]
- Sanatorio St. Jakob en el Birs. Wikipedia en alemán

## Sitio Web
https://labirse.ch/index.htm